# New Tattoo
New Tattoo (с англ. — «Новая татуировка») — восьмой студийный альбом американской хэви-метал-группы Mötley Crüe, изданный в 2000 году.

## Об альбоме
Незадолго до начала записи New Tattoo ударник группы Томми Ли горячо поспорил со своей женой Памелой Андерсон, что, в конечном итоге, привело к его тюремному заключению. Вслед за этим руководство Elektra Records расторгло 17-летний контракт с Mötley Crüe, вследствие чего группа была вынуждена сформировать собственный лейбл — Mötley Records. Во время своей отсидки Томми Ли принял решение покинуть коллектив и основать собственный проект. Он остался с Mötley Crüe на гастролях в поддержку Greatest Hits, но по окончании тура воплотил своё решение в жизнь, создав группу под названием Methods of Mayhem.
Запись New Tattoo началась в 1999 году, под руководством продюсера Майка Клинка. Место ударника занял давний друг Винса Нила Рэнди Кастилло, долгое время работавший ударником в группе Оззи Осборна. Коллектив поставил перед собой задачу вернуться к раннему, коммерчески успешному звучанию. Готовый материал Никки Сикс описал как продолжение альбома 1989 года Dr. Feelgood. Тем не менее, альбом не оправдал ожиданий. Он получил весьма сухие отзывы критиков, и был продан в количестве всего 203 000 экземпляров (по состоянию на апрель 2008 года). Незадолго до начала тура в поддержку записи Рэнди Кастилло тяжело заболел и его пришлось заменить ударницей группы Hole Самантой Мэлоуни. 26 марта 2002 года Кастилло умер.

## Список композиций
| №   | Название                       | Длительность |
| --- | ------------------------------ | ------------ |
| 1.  | «Hell on High Heels»           | 4:15         |
| 2.  | «Treat Me Like the Dog I Am»   | 3:40         |
| 3.  | «New Tattoo»                   | 4:18         |
| 4.  | «Dragstrip Superstar»          | 4:22         |
| 5.  | «1st Band on the Moon»         | 4:25         |
| 6.  | «She Needs Rock 'n' Roll»      | 3:59         |
| 7.  | «Punched in the Teeth by Love» | 3:32         |
| 8.  | «Hollywood Ending»             | 3:43         |
| 9.  | «Fake»                         | 3:44         |
| 10. | «Porno Star»                   | 3:45         |
| 11. | «White Punks on Dope»          | 3:39         |

Переиздание 2003 года
| №   | Название                      | Длительность |
| --- | ----------------------------- | ------------ |
| 12. | «1st Band on the Moon» (demo) | 4:33         |
| 13. | «Porno Star» (demo)           | 6:29         |
| 14. | «Hell on High Heels» (video)  | 13:51        |

Бонус-диск (Live in Salt Lake City)
| №  | Название              | Длительность |
| -- | --------------------- | ------------ |
| 1. | «Kickstart My Heart»  | 7:21         |
| 2. | «Same Ol' Situation»  | 4:53         |
| 3. | «Dr. Feelgood»        | 5:17         |
| 4. | «Hell on High Heels»  | 4:20         |
| 5. | «Live Wire»           | 4:42         |
| 6. | «White Punks on Dope» | 4:13         |

Демозаписи
| №  | Название                                                | Длительность |
| -- | ------------------------------------------------------- | ------------ |
| 1. | «Timebomb» (издана только в европейской версии диска)   | 4:38         |
| 2. | «American Zero» (издана только в японской версии диска) | 3:47         |

## Участники записи
- Винс Нил — вокал
- Мик Марс — гитара
- Никки Сикс — бас-гитара
- Рэнди Кастилло — ударные
- Саманта Мэлоуни — ударные (только концертный бонус-диск)

## Чарты

### Альбомы
| Чарт (2000)              | Наивысшее место |
| ------------------------ | --------------- |
| Japanese Albums (Oricon) | 17              |
| США (Billboard 200)      | 41              |